# Полигенизам
Полигенизам (од поли... и старогрчког γενος - род, порекло) или полифилетска хипотеза, застарело и псеудонаучно учење о пореклу људских раса као различитим биолошким врстама, које потичу од различитих врста древних мајмуна. Ова хипотеза је послужила као оправдање за расизам. Полигенизам је оповргнут од стране модерне науке, а већина антрополога се држи супротног гледишта, моногенизма.

## Историја
Ране присталице полигенизма укључивале су Парацелзуса, Ђордана Бруна, Томаса Хариота, Волтера и друге, који су се супротстављали званичном црквеном ставу да је човечанство једно, потекло од заједничких предака, Адама и Еве. Рани полигенисти су, напротив, порицали да не-беле расе припадају човечанству. У односу на антропогенезу, полигенисти су се ослањали на хипотезу полицентризма.
У 18. – првој половини 19. века, Хенри Хоме и Георг Форстер, енглески лекар Чарлс Вајт, немачки филозоф К. Меинерс и други покушавају да докажу полигенизам у својим делима аутори као Ј. Ј. Вире, Жан-Баптисте Бори де Саинт-Винцент, Л. А. Десмоулинс, Георг Поуцхет, а у великој мери се заснивао на расној и полицентричној теорији Жоржа Кјувијеа.
Средином 19. века доктрина полигенизма, названа „плурализам“, постала је распрострањена у Великој Британији, где су је заступали аутори као што су Р. Нокс, Ј. Хунт, Ј. Кравфорд, Ј. Турнхам, Ј. Б. Давис, и постала водећа школа у САД, где су је представљали следећи аутори: К. Калдвелл, С. Ј. Мортон, Ц. Пикеринг, Јосиа Нот и Георге Глиддон, Л. Агассиз. Убеђени присталице учења били су Пол Брока и Пол Топинард.
Од друге половине 19. века на доктрину полигенизма је утицала еволуциона теорија Чарлса Дарвина, а полигенизам је углавном имао форму теорије полифилије.
Положај полигенизма био је посебно јак у САД уочи грађанског рата.
Теорија о пореклу људских раса од различитих врста мајмуна била је популарна у другој половини 19. и првој половини 20. века: делили су је немачки природњаци Карл Вогт, Ернст Хекел и амерички палеонтолог Хенри Озборн; На њу су се ослањали Аугуст Шлајхер, Макс Милер и Ернест Ренан у својим теоријама о пореклу језика.
Уско повезан са полигенизмом је расизам, који се заснива на идеји да се човечанство састоји од стриктно диференцираних група које се називају расе, етничке заједнице,  од којих су неке урођено супериорније у односу на друге. Расе или друге групе се сматрају суштински различитим „биолошким врстама“. Тврди се да су ове групе хијерархијски подређене једна другој („расна хијерархија“), да постоји веза између наслеђених физичких особина и карактерних особина, интелигенције, морала, културе, а расне разлике имају одлучујући утицај о историји и култури. Широко је распрострањена идеја „расне борбе“, борбе између различитих раса за постојање једне друге, која се сматра засебним „биолошким врстама“.
Умекшани облик полигенизма је полицентризам – хипотеза антропогенезе, према којој је постојало више центара порекла савремених људи (Хомо сапиенс) и људских раса из различитих предачких облика рода Хомо (а не из различите врсте древних мајмуна као у полигенизму). Полицентризам је био широко распрострањен у науци 19. века. Тренутно се тога придржава само мали број научника.

## Критика
Полигенизам нема научне доказе и противречи се тренутно најприхваћенијој теорији афричког људског порекла. Сви савремени људи припадају једној врсти – Хомо сапиенсу.
Афричка теорија је подржана независним подацима из различитих научних дисциплина. До данас су у Африци пронађени остаци најстаријих хоминида. Еволуциони ланац људских предака и древних људских врста из афричких налаза је најпотпунији. Најстарије камено оруђе пронађено је и у Африци, у Гони (Етиопија) и датира 2,6 милиона година уназад. Археолошки налази ван Африке су млађи од 2 милиона година. Поред тога, у Африци су откривени остаци најстаријих савремених људи и њихових непосредних предака. И род Хомо и, много касније, модерна људска врста Хомо сапиенс настали су у Африци. 
Афричко порекло човека потврђују и подаци генетских истраживања. На основу ДНК узорака, истраживачи су реконструисали људско породично стабло. Према генетским студијама, грана која садржи само афричке групе раздвојила се раније од осталих. Генетски диверзитет опада са удаљавањем од Африке, пошто је група Хомо сапиенса која је напустила афрички континент у давна времена поседовала само део афричког генофонда.